# Hoher Rodberg
Der Hohe Rodberg ist ein 337 m ü. NHN hoher, bewaldeter Hügel im Vorderen Odenwald auf der Gemarkung der Stadt Ober-Ramstadt im südhessischen Landkreis Darmstadt-Dieburg. Er stellt die höchste Erhebung der Gemarkung dar. Einige hundert Meter weiter in nordöstlicher Richtung liegt der Silberberg (328 m).

## Geographische Lage
Der Hohe Rodberg liegt mitten in einem Waldstück zwischen Ober-Ramstadt und  dem Mühltaler Ortsteil Waschenbach am Europäischen Fernwanderweg E1. Im Süden liegt der Ober-Ramstädter Ortsteil Nieder-Modau und im Norden der Mühltaler Ortsteil Nieder-Ramstadt.

## Sonstiges
Auf seiner Kuppe befindet sich ein Markierungsstein mit der Höhenangabe und zwei Hügelgräber. An der Kreuzung unterhalb der Kuppe befindet sich die August-Kehr-Schutzhütte. In 1,5 km Entfernung Richtung Ober-Ramstadt liegt das Naturfreundehaus „Am Heidenacker“ und dazwischen der Waldthemenpfad Breitenstein. Unterhalb der Kuppe Richtung Norden liegt der Windpark Silberberg mit 2 Windkraftanlagen.
Laut Geoportal Hessen heißt die Anhöhe Silberberg. Am Fuße des Osthanges liegt der restaurierte Eingang zum ehemaligen Silberbergwerk „Gnade Gottes“ (ab 1506 urkundlich belegt).

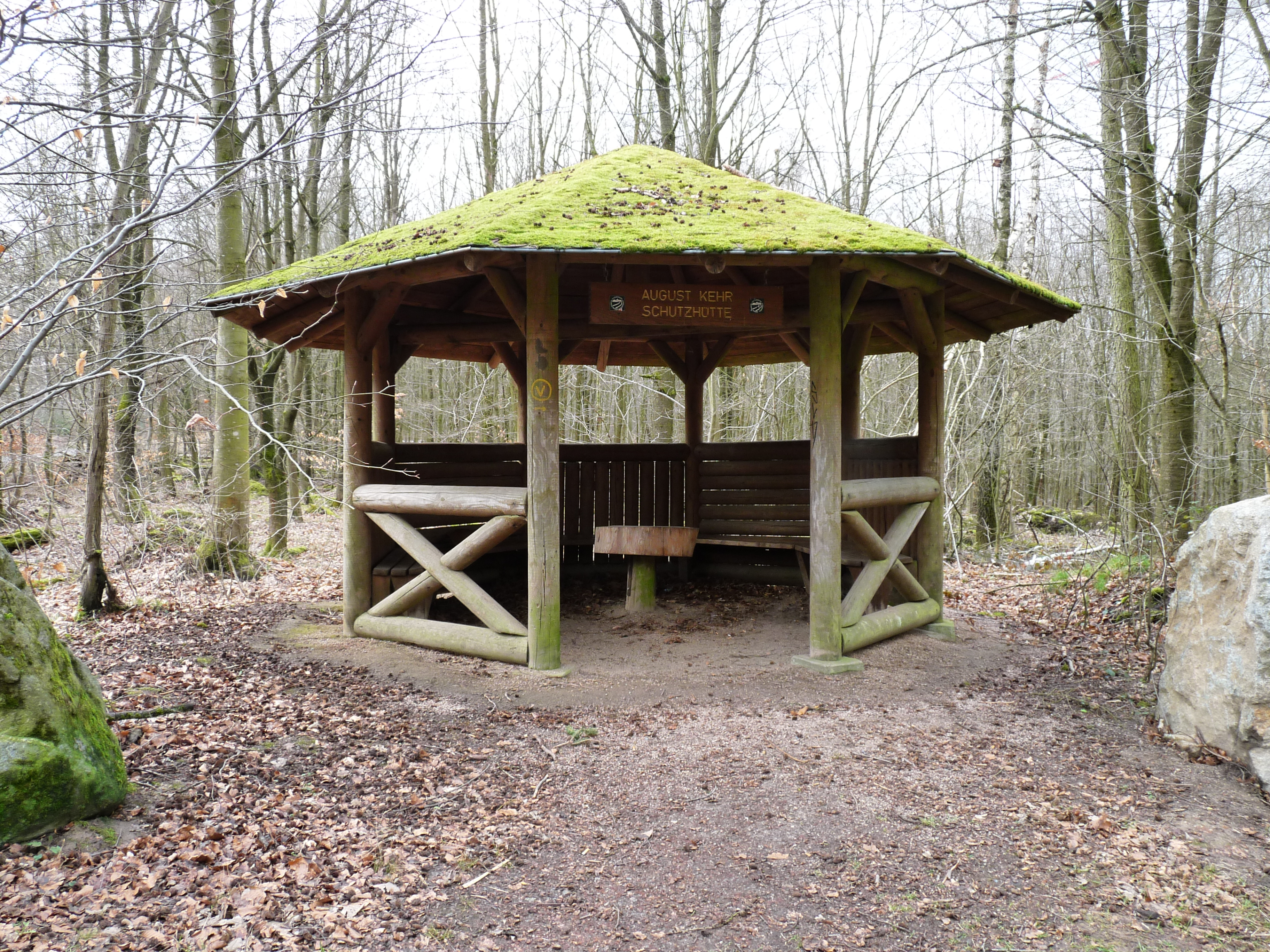
Schutzhütte an der Kreuzung unterhalb vom Hoher Rodberg
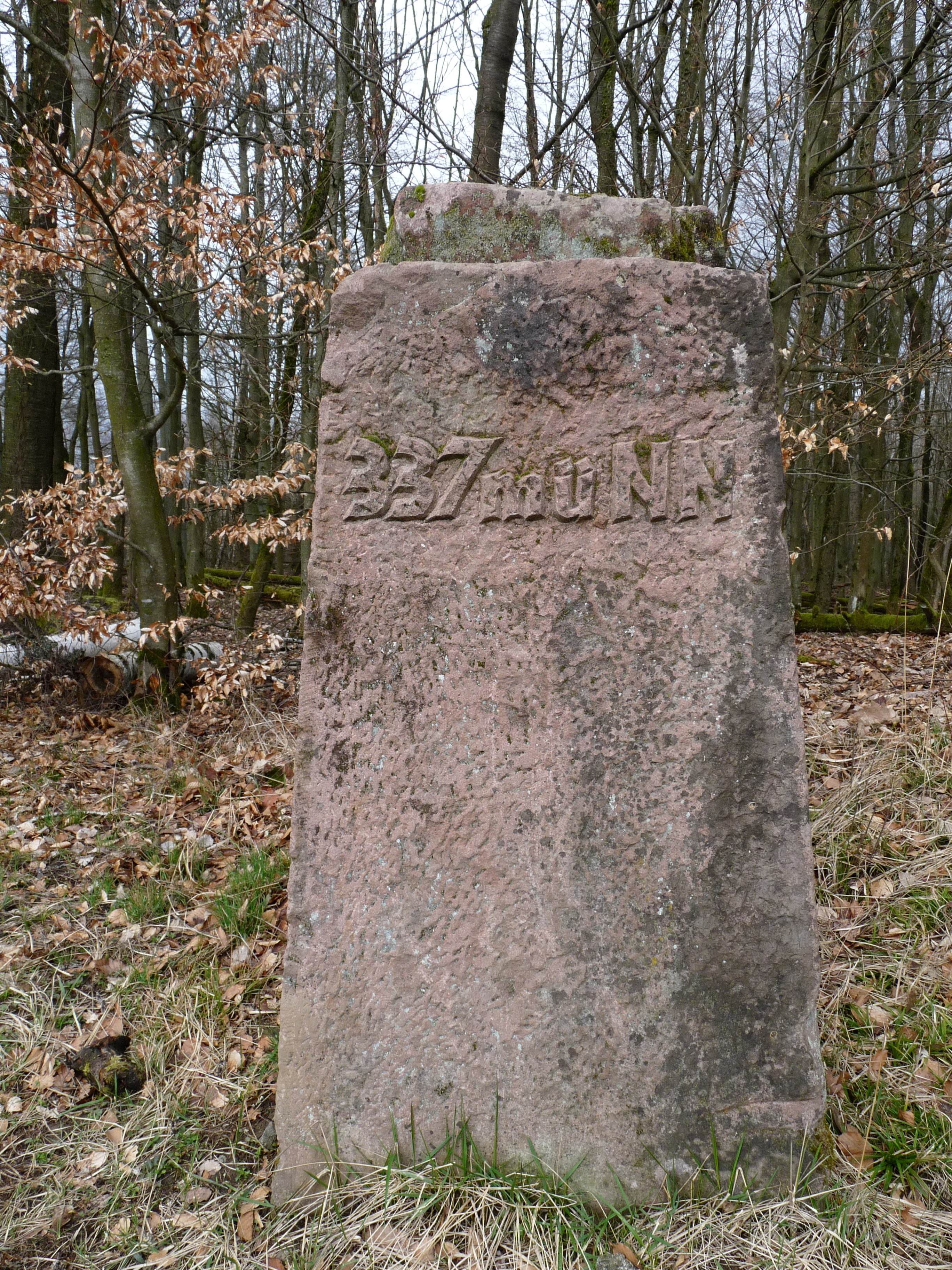
Markierungsstein
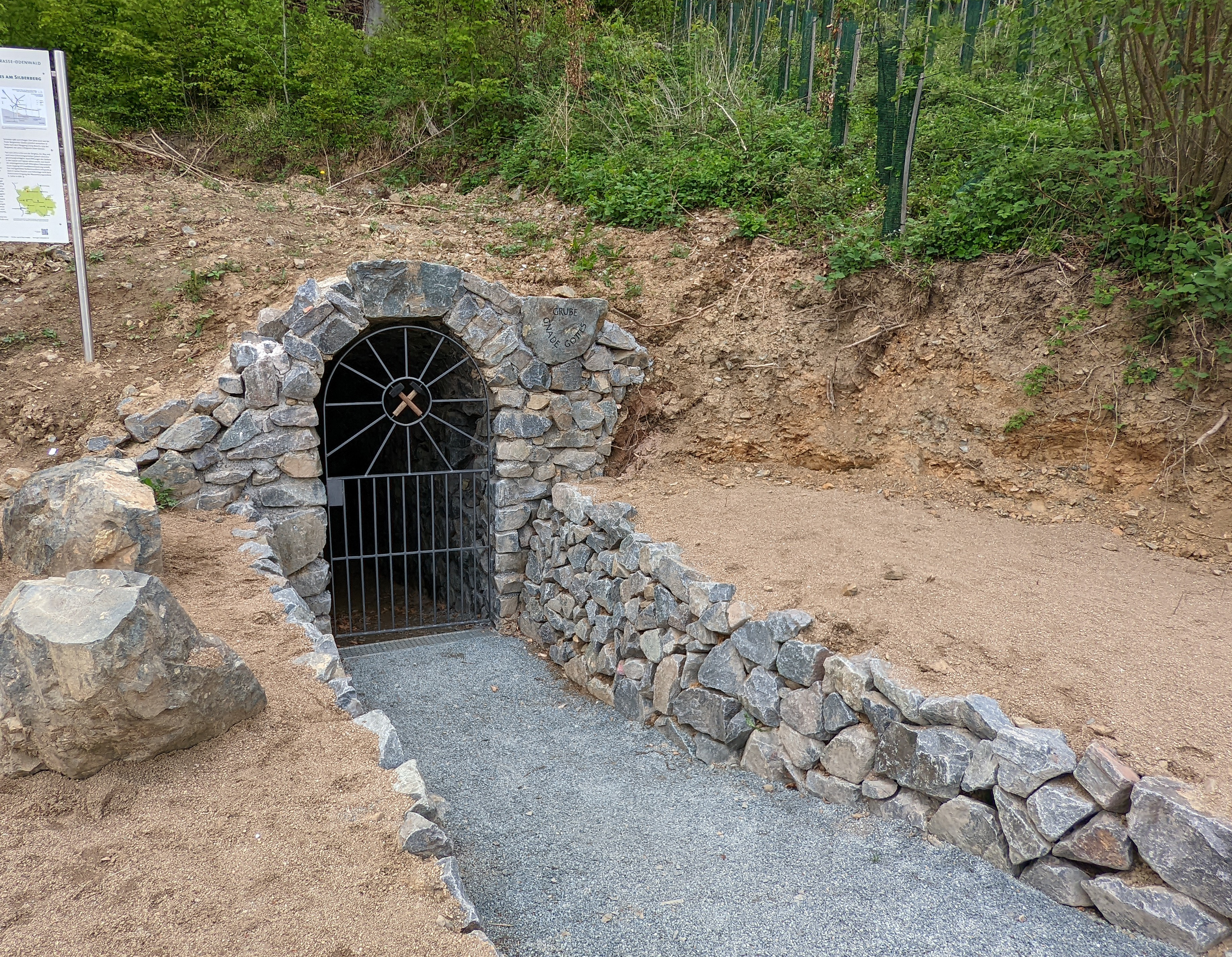
Restaurierter Stollenzugang zum historischen Silberbergwerk